# Molophilus kitchingi
Molophilus kitchingi là một loài ruồi trong họ Limoniidae. Chúng phân bố ở miền Australasia.